# Обольская усадьба
Обольская усадьба (бел. Обальская сядзіба), также известна как усадебно-парковый комплекс Гребницких (бел. Сядзібна-паркавы комплекс Грабніцкіх) — остатки усадебного дома и парка, которые сохранились в городском посёлке Оболь Шумилинского района Витебской области Белоруссии.

## История

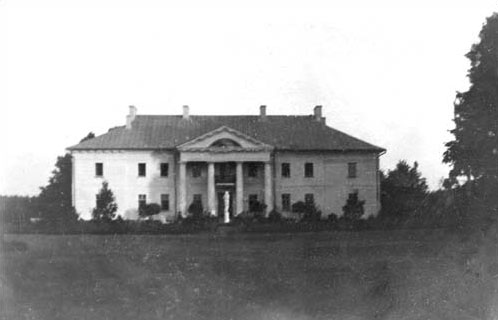
Обольская усадьба на старой фотографии

Обольская усадьба основана в первой половине XIX века. Двухэтажный усадебный дом построен Станиславом Гребницким. Позднее он принадлежал О. Н. Рутковской и Ю. Ю. Амбургеру. В ходе реконструкции 1905—1907 годов изменилась первоначальная планировка дома.
В 1920 году в усадебном доме разместилась школа. Ученики Обольской школы составляли основу Обольской подпольной комсомольской организации «Юные мстители», действовавшей на оккупированной территории Сиротинского района в 1942—1943 годах. В 1938—1941 годах в Обольской школе училась партизанка-разведчица Е. П. Суровнёва, замученная нацистами в мае 1944 года. В 1958 году на здании была установлена мемориальная доска в честь бывших учеников-подпольщиков. В 1969 году состоялось открытие мемориальной доски Е. П. Суровнёвой.
В годы Великой Отечественной войны здание использовалось немцами в качестве госпиталя. В 1970—1990-х годах здесь находилось общежитие Обольского керамического завода.
В середине 1990-х усадебный дом сильно пострадал от пожара, в результате которого уцелели только стены дворца с четырёхколонным портиком. Помимо руин усадебного дома, от бывшей усадьбы до настоящего времени сохранились остатки парка и дом управляющего, в котором размещается музей Обольского комсомольского подполья.

## Архитектура
Двухэтажный усадебный дом построен из кирпича. Главный вход разделён четырёхколонным портиком. Со стороны парка в доме имелся высокий цокольный этаж над выступающей аркадой. Перед входом находились две скульптуры львов (сейчас — на территории Обольского керамического завода). Центральное место в интерьере занимали широкий вестибюль и парадный зал. Гостиные комнаты были расположены на втором этаже. Подсобные помещения находились на первом этаже. Главный фасад здания выходил на небольшую территорию с газоном.

## Парк
За домом, на берегу реки, сохранился небольшой ландшафтный парк, к которому ведут плиты-ступени. Липовая аллея полукругом окружает парк. Центром парка является луг с группами лиственных деревьев и островками кустарников.